# Souastre
Souastre je francouzská obec v departementu Pas-de-Calais v regionu Hauts-de-France. V roce 2014 zde žilo 367 obyvatel.

## Poloha obce
Obec leží u hranic departementu Pas-de-Calais s departementem Somme.
Sousední obce jsou: Bayencourt (Somme), Bienvillers-au-Bois, Coigneux (Somme), Couin, Foncquevillers, Hénu a Saint-Amand.

## Vývoj počtu obyvatel
Počet obyvatel